# Basse-Styrie
Pour les articles homonymes, voir Styrie.
La Styrie (en slovène : Štajerska) ou Basse-Styrie (Spodnja Štajerska ; en allemand : Untersteiermark) est une région traditionnelle du nord-est de la Slovénie correspondant au tiers méridional de l'ancien duché de Styrie. Les deux tiers septentrionaux sont en Autriche et forment le Land de Styrie. Le duché de Styrie fut divisé en 1918, la Haute-Styrie restant autrichienne tandis que la Basse-Styrie rejoignait le royaume des Serbes, Croates et Slovènes qui deviendra en 1929 la Yougoslavie.
La Slovénie n'a pas d'autres divisions officielles que les communes mais les régions traditionnelles (slovène : pokrajina) sont très utilisées. La Basse-Styrie est particulièrement connue pour ses vins.
Maribor (allemand : Marburg an der Drau) est la principale ville de Basse-Styrie. Celje (Cilli en allemand, également "Cilley" en français), Ptuj (allemand : Pettau) et Velenje sont les autres communes urbaines.

## Histoire
Au cours du Moyen Âge, la Basse-Styrie a appartenu à plusieurs familles nobles, dont les plus importantes, bien que théoriquement vassales des ducs de Styrie, étaient indépendantes de facto, notamment dans la marche aur la Drave à Ptuj, autour de Maribor et dans le comté de Celje. Au début du XIIe siècle, les margraves et ducs de Styrie ont acquis de plus en plus de possessions sur le territoire de la Basse-Styrie. L'extinction des comtes de Celje, princes du Saint-Empire, en 1456 fut pour l'empereur Frédéric III de Habsbourg l'occasion de réunir ces acquisitions importantes au duché de Styrie.
En novembre 1918, à la fin de la Première Guerre mondiale, le Slovène Rudolf Maister, ancien commandant (Major) de l'armée austro-hongroise et futur général yougoslave, prit la tête de 4 000 volontaires slovènes et occupa non seulement la Basse-Styrie, peuplée en majorité de Slovènes, mais encore Maribor, à 80 % de langue allemande.
Lorsque, le lundi 27 janvier 1919, plus de 10 000 Allemands de Basse-Styrie se rassemblèrent sur la place principale de Maribor, après avoir appris que des négociations sur la future frontière allaient s'ouvrir entre une délégation des États-Unis, dirigée par le lieutenant-colonel Sherman Miles et le général Maister. C'est alors que les soldats slovènes ouvrirent le feu : ce Dimanche sanglant de Maribor (en allemand Marburger Blutsonntag, en slovène Mariborska krvava Nedelja) fit entre 9 et 13 morts selon les sources, et 60 blessés. En réponse, l'Autriche lança une offensive militaire qui chassa les Slovènes de plusieurs villages de Haute-Styrie, le long de la rivière Mura ; une trêve fut ensuite négociée par l'entremise des Français le 10 février. Personne ne fut inquiété pour sa responsabilité dans le massacre.

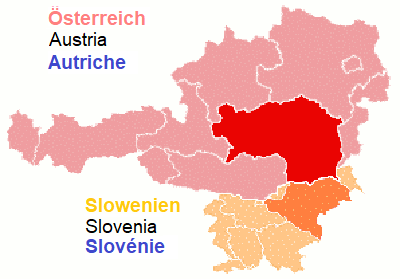
La Styrie en Autriche et en Slovénie

Le 10 septembre 1919, le traité de Saint-Germain attribua l'ensemble de la Basse-Styrie au royaume des Serbes, Croates et Slovènes nouvellement créé, la future Yougoslavie. Les fonctionnaires de langue allemande furent révoqués et les écoles allemandes forcées d'adopter le slovène comme langue d'enseignement. Du côté yougoslave on considérait ces mesures comme une réplique à la germanisation forcée des Slovènes menée en Autriche, dans les régions de Carinthie restées autrichiennes.
Quand le Troisième Reich eut envahi la Yougoslavie, en 1941, la région fut occupée par la Wehrmacht jusqu'en 1945 et la Basse-Styrie, confiée à un chef de l'administration civile. Les nazis mirent en œuvre une politique systématique de germanisation. Lors d'une allocution à Maribor après la prise de la ville, Adolf Hitler donna cet ordre à ses officiers : « Faites que ce pays redevienne allemand ». Les postes dans l'administration et l'enseignement furent occupés, soit par des fonctionnaires de nationalité allemande, soit par des personnes appartenant à la minorité allemande locale (Volksdeutsche). L'enseignement dans les écoles n'eut plus lieu qu'en allemand. Les habitants slovènes furent enrôlés de force dans la Wehrmacht et envoyés sur le front de l'Est, où un grand nombre devait périr. Beaucoup s'échappèrent et rejoignirent les troupes de Tito.
Après l'annexion par l'[Italie] de la Basse-Carniole, pour permettre la réinstallation de près de 11 200 germanophones de Gottschee (Kočevarji), environ 36 100 Slovènes des régions de Gurkfeld/Krško, Rann/Brežice, de Lichtenwald/Sevnica et Ratschach/Radeče furent transférés de force en Allemagne dans les camps de Volksdeutsche.
Aux termes des décisions prises le 23 novembre 1944 par l'AVNOJ, après la défaite de la Wehrmacht en 1945, les membres de la minorité allemande furent expropriés sans indemnisation par les autorités yougoslaves (perdant ainsi leurs biens mobiliers et immobiliers), et furent déchus de leurs droits civiques et expulsés. Un grand nombre de Volksdeutsche furent envoyés en camps d'internement.
Après 1945, la Basse-Styrie fit de nouveau partie de la Yougoslavie, et maintenant appartient à la Slovénie, devenue indépendante en 1991.